# El Fedjouz Boughrara Saoudi
El Fedjouz Boughrara Saoudi è un comune dell'Algeria, situato nella provincia di Oum el-Bouaghi.